# Arapović
Arapović je hrvatsko prezime, koje se najčešće pojavljuje u Zagrebu, Splitu, Metkoviću, Pločama i u Rijeci.

## Osobe s prezimenomArapović
- Asan Arapović (? – 1669.), bogati zemljoposjednik i vođa graničara Turskog Carstva
- Borislav Arapović (rođ. 1935.), hrvatski pjesnik, pripovjedač i prevoditelj
- Emina Arapović (rođ. 1984.), hrvatska pjevačica
- Franjo Arapović (rođ. 1965.), hrvatski košarkaš
- Krešimir Arapović (1924. – 1994.), hrvatski nogometaš
- Marko Arapović (rođ. 1996.), hrvatski košarkaš
- Rudolf Arapović (1937. – 2007.), hrvatski publicist
- Vera Arapović (rođ. 1940.), hrvatska i bosanskohercegovačka pjesnikinja